# Gainax
Gainax Co., Ltd. (株式会社ガイナックス, Kabushiki kaisha Gainakkusu) est un studio de films et séries d'animation japonais fondé le 24 décembre 1984 et actif jusqu'en 2024.
L'un des fondateurs, Hideaki Anno, est le créateur de la célèbre série Neon Genesis Evangelion, une série animée qui a gagné plusieurs récompenses dans le domaine des anime.
Les studios Gainax ont également réalisé des jeux vidéo dont la série des Princess Maker sur PC Engine.
Criblé de dettes et devant faire face aux départs de ses membres principaux partis fonder d'autres studios dans les années 2010 (Trigger, Khara, Gaina, Gainax Kyoto, Yonago Gainax...), le studio dépose le bilan en mai 2024, après 9 ans sans avoir produit une série animée.

## Historique

### Années 1980: création et débuts
En 1981, la vingtième édition du festival de Science Fiction Japonais (日本SF大会, Nihon SF Taikai) surnommé Daicon III se tient à Osaka dans le Kansai. Pour l'ouverture du festival, un court métrage est réalisé par des étudiants de l'école d'arts de la ville. Parmi eux, on trouve Toshio Okada, Yasuhiro Takeda, Takami Akai, Hiroyuki Yamaga (en), Hideaki Anno, Shōji Murahama, Yoshiyuki Sadamoto, Takami Akai et Shinji Higuchi. Ce court métrage de 5 minutes, bien accueilli du public, parle d'une jeune fille qui combat toutes sortes de monstres, robots et vaisseaux spatiaux extraits d'œuvres de science-fiction (notamment Ultraman, Gundam, Star Trek, Star Wars ou Godzilla).
L'année suivante, ces étudiants créent leur propre magasin à Osaka, General Products, spécialisé dans la vente de produits dérivés des séries de science-fiction de l'époque.
En 1983, le festival de Science Fiction Japonais (Daicon IV) revient à Osaka et le groupe réalise un nouveau court-métrage. Nouveau succès qui est cette fois-ci remarqué par Bandai alors à la recherche de nouveaux talents.
En 1984, Bandai leur confie la réalisation et la production d'un long métrage, Les Ailes d'Honnéamise. Étant donné l'importance du projet, ils quittent General Products et fondent en décembre 1984 un studio d'animation qu'ils nomment Gainax.
Le nom du studio vient d'un dialecte japonais, le unpaku hōgen, qui est parlé dans les préfectures de Shimane et de Tottori. Dans ce dialecte, Gaina signifie énorme ou superbe. La raison de l'ajout du x à la fin est en revanche inconnue.
Sorti en 1987, Les Ailes d'Honnéamise est un échec commercial. Pour autant, le studio ne disparaît pas et se concentre désormais sur la production d'OAV. L'année suivante, le studio produit une série de six OAV, Gunbuster, qui lui permet d'obtenir la reconnaissance de la presse spécialisée. Réalisée par Hideaki Anno, cette série innove par l'ajout d'une touche d'érotisme, très rare à l'époque dans les animes, qui se traduit notamment par une attention toute particulière donnée à l'animation des seins (le Gainax Bounce).

### Années 1990: premiers succès et figures majeures
En 1990, Hideaki Anno réalise une nouvelle série, Nadia, le secret de l'eau bleue diffusée sur NHK qui sera également un grand succès. La série recevra même le prestigieux prix du magazine Animage en 1990.
L'année suivante, le studio produit une série de deux OAV, Otaku no video, qui mélange séquences d'animation et (fausses) interviews d'anciens otakus (pour la plupart, membres de Gainax à l'époque).
En 1992, Shōji Murahama, Mahiro Maeda, Hiroshi Yamaguchi et Shinji Higuchi quittent Gainax pour aller fonder le studio Gonzo.
Après une longue période de dépression, Hideaki Anno retourne à la réalisation avec Neon Genesis Evangelion. Cette série de 26 épisodes sera un énorme succès aussi bien au Japon qu'en Occident et fera l'objet de deux films sortis en 1997, puis d'une tétralogie réalisée par le studio Khara sortie entre 2007 et 2021 nommée Rebuild of Evangelion (studio créé par Hideaki Anno pour produire ces films).

### Années 2000: Renouveau
À l'aube des années 2000, le studio se concentre à nouveau sur des productions un peu plus hors normes. Après un Ebichu très érotique en 1999, le studio collabore en 2000 avec Production I.G sur FLCL, à l'univers très déjanté. En 2002, Gainax collabore avec Madhouse sur Abenobashi Magical Shopping Street.
S'ensuit une période de marasme pour le studio, aucune de ses productions ne parvenant réellement à percer. En 2007, la série Gurren Lagann connait un grand succès au Japon ce qui permet au studio de se relancer.

### Années 2010: chute et problèmes financiers
Le studio se retrouve en délicatesse financière et créative depuis les années 2010 (et notamment le départ de grands noms du studio pour fonder les studios Trigger ou Khara). Il est notamment poursuivi en justice par Khara en 2016 pour des droits d'auteur impayés à Hideaki Anno pour la franchise Evangelion à hauteur de 100 millions de yens, plainte qu'ils perdront l'année suivant, sommés de payer cette somme à Khara. En 2018, Gainax revend ensuite son antenne de Fukushima (destinée à la gestion de ses droits et de son musée) au consortium Kinoshita, qui la renomme Gaina et la relocalise à Tokyo. D'anciens membres studio décident également d'exploiter le nom Gainax en créant leurs propres antennes locales, déconnectées de la maison-mère, comme Yonago Gainax créé en 2014 par Takami Akai (en), ou Gainax Kyoto créé en 2016 par Yasuhiro Takeda (en), fragilisant d'autant plus le studio principal.
Le studio produit l'animation de la série Hôkago no Pleiades en 2015, une collaboration commerciale avec le constructeur automobile Subaru. Il s'agira de la dernière série produite par la branche principale du studio jusqu'à sa fermeture en 2024.
La chute continue en 2019 avec l'arrestation de Tomohiro Maki, un des représentants du studio et ancien directeur de Gainax International (branche destinée à la gestion de célébrités), pour des actes indécents sur une jeune doubleuse.

### Années 2020: dépôt de bilan
Après près de 10 ans sans série produite à son nom, le studio dépose officiellement le bilan le 29 mai 2024, expliquant sa chute à cause de ses dettes, l'impossibilité de participer au comité de production de séries télévisées, et le départ de nombreux employés pour créer leurs sous-entités locales Gainax. Malgré des tentatives de nouveau départ avec un soutien financier de Khara et une nouvelle équipe de directeurs nommée en 2020 à la suite du scandale Tomohiro Maki, le studio n'a jamais réussi à rembourser toutes ses dettes même en revendant les droits sur ses franchises, et a décidé de déposer le bilan après une nouvelle plainte déposée par une agence de recouvrement, revendant la marque Gainax au studio Khara.

## Production
Source : Gainax

### Série télévisée
- Nadia, le secret de l'eau bleue (Fushigi no umi no Nadia) (39 épisodes) (avril 1990 - avril 1991)
- Neon Genesis Evangelion (Shin seiki Evangelion) (26 épisodes) (octobre 1995 - mars 1996)
- Kareshi kanojo no jijō (26 épisodes) (octobre 1998 - mars 1999)
- Anime ai no awa awa awâ, composé de Oruchuban Ebichu, Ai no Wakakusayama Monogatari, Koume-chan Ga Iku ! (12 épisodes chacun de 10 minutes) (1999)
- Mahoromatic : Automatic Maiden (26 épisodes) (octobre 2001 - janvier 2003)
- Abenobashi Magical Shopping Street (13 épisodes) (avril 2002 - juin 2002)
- Petite Princess Yucie (en) (26 épisodes) (septembre 2002 - mars 2003)
- This Ugly and Beautiful World (12 épisodes) (avril 2004 - juin 2004)
- The Melody of Oblivion (en) (24 épisodes) (avril 2004 - septembre 2004)
- He Is My Master (12 épisodes) (avril 2005 - juin 2005)
- Gurren Lagann (27 épisodes) (avril 2007 - septembre 2007)
- Shikabane Hime (en) (avec Feel) (26 épisodes) (octobre 2008 - mars 2009)
- Hanamaru Kindergarten (en) (12 épisodes) (janvier 2010 - mars 2010)
- Panty and Stocking with Garterbelt (13 épisodes) (octobre 2010 - décembre 2010)
- The Mystic Archives of Dantalian (12 épisodes) (juillet 2011 - septembre 2011)
- Médaka Box (24 épisodes) (avril 2012 - décembre 2012)
- Tokurei Sochi Dantai Stella Jo-Gakuin Kōtō-ka Shīkyūbu (13 épisodes) (juillet 2013 - septembre 2013)
- Magica Wars (26 épisodes) (avril 2014 - septembre 2014)
- Hōkago no Pleiades (avril 2015 - septembre 2015)

### Film d'animation
- Les Ailes d'Honnéamise (1987)
- Neon Genesis Evangelion: Death & Rebirth (1997)
- The End of Evangelion (1997)
- Top o Nerae ! & Top o Nerae 2 ! Gattai Gekijôban !! (en) (film) (octobre 2006)
- Gurren Lagann: Gurren Chapter (septembre 2008)
- Gurren Lagann: Lagann Chapter (avril 2009)

### OAV
- Gunbuster (6 OAV) (1988-1989)
- Otaku no video (2 OAV) (1991)
- FLCL (6 OAV) (avril 2000 - mars 2001)
- Re: Cutie Honey (3 OAV) (juillet 2004 - septembre 2004)
- Diebuster (6 OAV) (octobre 2004 - août 2006)
- Hōkago no Pleiades (4 ONA) (février 2011)
- Bridge For Future (6 ONA) (2015-2016)

### Autres
- Daicon III (en) (court métrage d'ouverture) (1981)
- Daicon IV (en) (court métrage d'ouverture) (1983)
- Ryuki Heidan Danzalv (co-développement jeu vidéo) (1993)
- Love and Pop (film live) (1998)
- Shiki-jitsu (film live) (2000)
- Cutie Honey (film live) (2004)
- Ani-Kuri 15 (partie d'Ani*Kuri, clip d'une minute) (2007)

## Personnalités ayant travaillé chez Gainax
- Hiroyuki Yamaga (en) : Réalisateur (Les Ailes d'Honnéamise, Mahoromatic, Abenobashi Magical Shopping Street)[11]

- Shouji Saeki : Réalisateur (FLCL, This Ugly and Beautiful World, He Is My Master)[12]

- Yoshiyuki Sadamoto : Character designer (Les Ailes d'Honnéamise, Gunbuster, Nadia, le secret de l'eau bleue, Neon Genesis Evangelion, Die Buster)[13]

- Hideaki Anno : Réalisateur (Gunbuster, Nadia, le secret de l'eau bleue, Neon Genesis Evangelion, Re: Cutie Honey)[14]

- Tadashi Hiramatsu : Animateur / character designer (Kare Kano, Abenobashi Magical Shopping Street)
- Hiroyuki Imaishi : Réalisateur (Dead Leaves, Gurren Lagann)